# Laban ng Demokratikong Pilipino
Le Laban ng Demokratikong Pilipino (signifiant Combat des Démocrates philippins), plus connu sous l’acronyme LDP, est un parti politique philippin fondé en 1988.

## Historique
Le parti est issu d’une scission du parti PDP-Laban le 16 septembre 1988. Le PDP-Laban était alors divisé en deux fractions : celle d’Aquilino Pimentel et celle de Jose Cojuangco. L’aile de Cojuangco se sépare du parti et s’allie avec le Lakas ng Bansa de Ramon Mitra afin de former une majorité pour la présidente de la République Corazon Aquino.
Le LDP se divise en 1991, l’aile de Fidel Ramos le quittant pour former le Lakas-CMD, après que le congrès du LDP lui préfère Ramon Mitra comme candidat pour les élections présidentielles de 1992. C’est cependant Fidel Ramos qui gagne ces élections. En conséquence, de nombreux députés rejoignent le groupe du président à la Chambre des représentants, et le LDP rejoint finalement la coalition Lakas-Laban de Ramos aux législatives de 1995, tandis que sa majorité au Sénat se divise
,,. En 1998, le parti renonce à l'élection présidentielle et soutient Joseph Estrada et sa coalition LAMMP (futur vainqueur). En 2004, le parti est de nouveau divisé entre les partisans du soutien à la coalition KNP de Fernando Poe et ceux d'une candidature propre avec Panfilo Lacson. Tant Lacson que Poe perdent toutefois.
En 2016, le LDP soutient Rodrigo Duterte, futur vainqueur de l’élection présidentielle.

## Résultats électoraux
- Source[6].

### Président
| Élection | Candidat       | Nombre de voix | Pourcentage de voix | Résultat                                                               |
| -------- | -------------- | -------------- | ------------------- | ---------------------------------------------------------------------- |
| 1992     | Ramon Mitra    | 3 316 661      | 14,64 %             | Perdu                                                                  |
| 1998     |                |                |                     | Soutient Joseph Estrada (vainqueur)                                    |
| 2004     | Panfilo Lacson | 3 510 080      | 10,88 %             | Perdu (une partie du LDP soutient Fernando Poe Jr., perdant également) |
| 2010     |                |                |                     | Soutient Manuel Villar (perdant)                                       |
| 2016     |                |                |                     | Soutient Rodrigo Duterte (vainqueur)                                   |

### Vice-président
| Élection | Candidat       | Nombre de voix | Pourcentage de voix | Résultat                             |
| -------- | -------------- | -------------- | ------------------- | ------------------------------------ |
| 1992     | Marcelo Fernan | 4 438 494      | 21,74 %             | Perdu                                |
| 1998     | Edgardo Angara | 5 652 068      | 22,11 %             | Perdu.                               |
| 2004     |                |                |                     | Soutient Loren Legarda (perdant)     |
| 2010     |                |                |                     | Soutient Loren Legarda (perdant)     |
| 2016     |                |                |                     | Soutient Antonio Trillanes (perdant) |

### Sénat
| Élection | Nombre de voix | Pourcentage de voix | Sièges gagnés | Sièges occupés après l'élection | Résultat                                         |
| -------- | -------------- | ------------------- | ------------- | ------------------------------- | ------------------------------------------------ |
| 1992     | 124 399 291    | 45 %                | 16 / 24       | 16 / 24                         | Gagné                                            |
| 1995     | 123 678 255    | 68,6 %              | 8 / 12        | 18 / 24                         | Gagné                                            |
| 1998     | 56 058 540     | 27,3 %              | 4 / 12        | 12 / 24                         | Membre de la coalition LAMMP (vainqueur)         |
| 2001     | 51 853 133     | 21,3 %              | 2 / 12        | 5 / 24                          | Membre de la coalition Puwersa ng Masa (perdant) |
| 2004     | 13 253 692     | 5,2 %               | 1 / 12        | 2 / 24                          | Perdu (le parti est divisé).                     |
| 2007     | 10 984 807     | 4,1 %               | 1 / 12        | 1 / 24                          | Membre de la coalition TEAM Unity (perdant)      |
| 2010     |                |                     | 0 / 12        | 1 / 24                          | Ne présente pas de candidats.                    |
| 2013     | 15 858 995     | 5,4 %               | 1 / 12        | 1 / 24                          | Mène la coalition Team PNoy (vainqueur)          |
| 2016     | NC             | NC                  | 1 / 12        | 1 / 24                          | Ne présente pas de candidat.                     |

### Chambre des représentants
| Élection | Nombre de voix | Pourcentage de voix | Sièges   | Résultat                                         |
| -------- | -------------- | ------------------- | -------- | ------------------------------------------------ |
| 1992     | 6 286 922      | 33,7 %              | 86 / 199 | Gagné                                            |
| 1995     | 2 079 611      | 10,8 %              | 17 / 204 | Membre de la coalition Lakas-Laban (vainqueur)   |
| 1998     |                |                     |          | Se présente sous la bannière du LAMMP (perdant)  |
| 2001     | NC             | NC                  | 21 / 219 | Membre de la coalition Puwersa ng Masa (perdant) |
| 2004     |                |                     | 15 / 237 | Membre de la coalition KNP (perdant)             |
| 2007     |                |                     | 5 / 271  | Membre de la coalition TEAM Unity (vainqueur)    |
| 2010     | 162 434        | 0,47 %              | 2 / 287  | Perdu                                            |
| 2013     | 90 070         | 0,33 %              | 2 / 292  | Perdu                                            |
| 2016     | 111 086        | 0,3 %               | 2 / 297  | Perdu                                            |